# 弗里德里希四世 (薩爾姆-基爾堡)
弗里德里希四世·恩斯特·奧托·菲利普·安東·弗尼伯特（德語：Friedrich IV. Ernst Otto Philipp Anton Furnibert；1789年12月14日—1859年8月14日），是德國薩爾姆-基爾堡親王國統治者。

## 生活
弗里德里希在1789年12月14日出生于巴黎，是前任薩爾姆-基爾堡親王弗里德里希三世和妻子约翰娜·弗朗齐斯卡（德語：Johanna Franziska von Hohenzollern-Sigmaringen）所生的第三子與唯一長大成人的兒子。
1790年弗里德里希的母親逝世，三年後他的父親在1794年7月25日被送上巴黎的斷頭台，此後他的監護人是姑母阿瑪莉埃·策菲琳。
1801年根據《呂內維爾條約》，親王國脫離神圣罗马帝国，並於五年後的1806年成為萊茵邦聯一個邦；然而，1811年12月13日弗雷德里克和萨尔姆-萨尔姆亲王康斯坦丁·亚历山大失去所有領土，薩爾姆併入法國，1813年再成为普鲁士王国的一部分。

## 家庭
1815年1月11日，弗里德里希與波爾多女爵塞西爾·羅莎莉·普雷沃（法語：Cécile Rosalie Prévôt, baronne de Bourdeaux）結婚，共生育了1個孩子：
1. 弗里德里希五世（Friedrich V.；1823年1月5日－1887年4月12日）

| 統治者頭銜              | 統治者頭銜                                          | 統治者頭銜              |
| ----------------------- | --------------------------------------------------- | ----------------------- |
| 前任者： 弗里德里希三世 | 薩爾姆-基爾堡親王 1794年－1813年                    | 併入普鲁士              |
| 頭銜建立                | 薩爾姆-基爾堡親王 1813年－1859年 為陪臣化非主權邦國 | 繼任者： 弗里德里希五世 |